# Sheffield Wednesday Football Club 2014-2015
Questa pagina raccoglie i dati riguardanti lo Sheffield Wednesday Football Club  nelle competizioni ufficiali della stagione 2014-2015.

## Rosa
| N. |                             | Ruolo | Calciatore      |
| -- | --------------------------- | ----- | --------------- |
| 1  | Irlanda (bandiera)          | P     | Keiren Westwood |
| 2  | Inghilterra (bandiera)      | D     | Lewis Buxton    |
| 3  | Inghilterra (bandiera)      | D     | Joseph Mattock  |
| 4  | Inghilterra (bandiera)      | D     | Sam Hutchinson  |
| 5  | Paesi Bassi (bandiera)      | D     | Glenn Loovens   |
| 6  | Portogallo (bandiera)       | D     | José Semedo     |
| 7  | Scozia (bandiera)           | A     | Stevie May      |
| 8  | Scozia (bandiera)           | C     | Liam Palmer     |
| 9  | Austria (bandiera)          | A     | Atdhe Nuhiu     |
| 10 | Scozia (bandiera)           | A     | Chris Maguire   |
| 13 | Irlanda del Nord (bandiera) | A     | Caolan Lavery   |
| 15 | Inghilterra (bandiera)      | D     | Tom Lees        |
| 16 | Scozia (bandiera)           | C     | Rhys McCabe     |
| 17 | Francia (bandiera)          | C     | Jérémy Hélan    |
| 18 | Guinea (bandiera)           | D     | Kamil Zayatte   |
| 19 | RD del Congo (bandiera)     | C     | Jacques Maghoma |

| N. |                        | Ruolo | Calciatore          |
| -- | ---------------------- | ----- | ------------------- |
| 20 | Inghilterra (bandiera) | C     | Kieran Lee          |
| 21 | Irlanda (bandiera)     | C     | Paul Corry          |
| 22 | Portogallo (bandiera)  | D     | Rafael Floro        |
| 23 | Inghilterra (bandiera) | P     | Joe Wildsmith       |
| 24 | Inghilterra (bandiera) | A     | Gary Madine         |
| 25 | Inghilterra (bandiera) | D     | Matt Young          |
| 28 | Inghilterra (bandiera) | A     | Hallam Hope         |
| 33 | Portogallo (bandiera)  | C     | Filipe Melo         |
| 35 | Francia (bandiera)     | D     | Claude Dielna       |
| 36 | Belgio (bandiera)      | D     | Marnick Vermijl     |
| 43 | Inghilterra (bandiera) | P     | Chris Kirkland      |
| 44 | Slovenia (bandiera)    | D     | Dejan Kelhar        |
|    | Galles (bandiera)      | P     | Lewis Price         |
|    | Senegal (bandiera)     | A     | Modou Sougou        |
|    | Italia (bandiera)      | A     | Fernando Forestieri |